# Out of the Blue (Electric Light Orchestra)
Out of the Blue è il settimo album in studio del gruppo musicale di rock sinfonico britannico Electric Light Orchestra, pubblicato nel 1977.

## Tracce
Lato A
1. Turn to Stone – 3:47
2. It's Over – 4:08
3. Sweet Talkin' Woman – 3:48
4. Across the Border – 3:53

Lato B
1. Night in the City – 4:01
2. Starlight – 4:26
3. Jungle – 3:51
4. Believe Me Now – 1:21
5. Steppin' Out – 4:39

Lato C (Concerto for a Rainy Day)
1. Standin' in the Rain – 4:21
2. Big Wheels – 5:05
3. Summer and Lightning – 4:14
4. Mr. Blue Sky – 5:05

Lato D
1. Sweet Is the Night – 3:26
2. The Whale – 5:02
3. Birmingham Blues – 4:23
4. Wild West Hero – 4:42

## Formazione
- Jeff Lynne – voce, chitarre, cori percussioni, piano, sintetizzatore, minimoog
- Bev Bevan – batteria, percussioni, cori
- Richard Tandy – piano, tastiere
- Kelly Groucutt – voce, basso, percussioni, cori
- Mik Kaminski – violino
- Hugh McDowell – violoncello
- Melvyn Gale – violoncello

## Classifiche

### Classifiche settimanali
| Classifica (1977/78) | Posizione massima |
| -------------------- | ----------------- |
| Australia            | 3                 |
| Canada               | 2                 |
| Finlandia            | 2                 |
| Francia              | 14                |
| Germania             | 6                 |
| Italia               | 23                |
| Norvegia             | 3                 |
| Nuova Zelanda        | 6                 |
| Paesi Bassi          | 3                 |
| Regno Unito          | 4                 |
| Spagna               | 4                 |
| Stati Uniti          | 4                 |
| Svezia               | 2                 |
| Svizzera             | 11                |

### Classifiche di fine anno
| Classifica (1977) | Posizione |
| ----------------- | --------- |
| Australia         | 59        |
| Paesi Bassi       | 36        |
| Regno Unito       | 48        |
| Classifica (1978) | Posizione |
| Australia         | 11        |
| Canada            | 46        |
| Germania          | 17        |
| Italia            | 80        |
| Nuova Zelanda     | 39        |
| Paesi Bassi       | 15        |
| Regno Unito       | 7         |
| Stati Uniti       | 18        |
| Classifica (1979) | Posizione |
| Germania          | 35        |
| Regno Unito       | 26        |